# شرمس بای فرونلایتن
شرمس بای فرونلایتن (به آلمانی: Schrems bei Frohnleiten) یک منطقهٔ مسکونی در اتریش است که در گراتس اومگبونگ واقع شده‌است. شرمس بای فرونلایتن ۱۹٫۲۵ کیلومتر مربع مساحت دارد ۴۹۳ متر بالاتر از سطح دریا واقع شده‌است.